# Aeroportul Regional West Kootenay
Aeroportul Regional West Kootenay (IATA: YCG, ICAO: CYCG) este un aeroport din Columbia Britanică, Canada.
Situat la o altitudine de 496 m, aeroportul dispune de o singură pistă.